# بیلی گری (بازیکن فوتبال)
بیلی گری (انگلیسی: Billy Gray; ۲۴ مهٔ ۱۹۲۷ – ۱۱ آوریل ۲۰۱۱) بازیکن فوتبال اهل بریتانیا بود.
از باشگاه‌هایی که در آن بازی کرده‌است می‌توان به باشگاه فوتبال ناتینگهام فارست، باشگاه فوتبال چلسی، باشگاه فوتبال میلوال، باشگاه فوتبال برنلی، و باشگاه فوتبال لیتون اورینت اشاره کرد.
وی همچنین در تیم ملی فوتبال England B بازی کرده‌است.